# President de Nauru

Blasó de Nauru.

El President de Nauru és el cap d'estat i cap de govern d'aquest país. El president és a més membre del parlament.
| #  | Nom (Naixement–Decès)        | Fotografia | Inici                  | Fi                     | Partit | Partit           |
| -- | ---------------------------- | ---------- | ---------------------- | ---------------------- | ------ | ---------------- |
| 1  | Hammer DeRoburt (1922–1992)  |            | 31 de gener de 1968    | 22 de desembre de 1976 |        | independent      |
| 2  | Bernard Dowiyogo (1946–2003) |            | 22 de desembre de 1976 | 19 d'abril de 1978     |        | Nauru Party      |
| 3  | Lagumot Harris (1938–1999)   |            | 19 d'abril de 1978     | 15 de maig de 1978     |        | independent      |
| 4  | Hammer DeRoburt (1922–1992)  |            | 15 de maig de 1978     | 17 de setembre de 1986 |        | independent      |
| 5  | Kennan Adeang (1942–2011)    |            | 17 de setembre de 1986 | 1 d'octubre de 1986    |        | Nauru Party      |
| 6  | Hammer DeRoburt (1922–1992)  |            | 1 d'octubre de 1986    | 12 de desembre de 1986 |        | independent      |
| 7  | Kennan Adeang (1942–2011)    |            | 12 de desembre de 1986 | 22 de desembre de 1986 |        | Nauru Party      |
| 8  | Hammer DeRoburt (1922–1992)  |            | 22 de desembre de 1986 | 17 d'agost de 1989     |        | independent      |
| 9  | Kenas Aroi (1942–1991)       |            | 17 d'agost de 1989     | 12 de desembre de 1989 |        | independent      |
| 10 | Bernard Dowiyogo (1946–2003) |            | 12 de desembre de 1989 | 22 de novembre de 1995 |        | Democratic Party |
| 11 | Lagumot Harris (1938–1999)   |            | 22 de novembre de 1995 | 11 de novembre de 1996 |        | independent      |
| 12 | Bernard Dowiyogo (1946–2003) |            | 11 de novembre de 1996 | 26 de novembre de 1996 |        | Democratic Party |
| 13 | Kennan Adeang (1942–2011)    |            | 26 de novembre de 1996 | 19 de desembre de 1996 |        | Democratic Party |
| 14 | Ruben Kun (1942–)            |            | 19 de desembre de 1996 | 13 de febrer de 1997   |        | independent      |
| 15 | Kinza Clodumar (1945–)       |            | 13 de febrer de 1997   | 18 de juny de 1998     |        | Centre Party     |
| 16 | Bernard Dowiyogo (1946–2003) |            | 18 de juny de 1998     | 27 d'abril de 1999     |        | Democratic Party |
| 17 | René Harris (1947–2008)      |            | 27 d'abril de 1999     | 20 d'abril de 2000     |        | independent      |
| 18 | Bernard Dowiyogo (1946–2003) |            | 20 d'abril de 2000     | 30 de març de 2001     |        | Democratic Party |
| 19 | René Harris (1947–2008)      |            | 30 de març de 2001     | 9 de gener de 2003     |        | independent      |
| 20 | Bernard Dowiyogo (1946–2003) |            | 9 de gener de 2003     | 17 de gener de 2003    |        | Democratic Party |
| 21 | René Harris (1947–2008)      |            | 17 de gener de 2003    | 18 de gener de 2003    |        | independent      |
| 22 | Bernard Dowiyogo (1946–2003) |            | 18 de gener de 2003    | 10 de març de 2003     |        | Democratic Party |
| 23 | Derog Gioura (1932–2008)     |            | 10 de març de 2003     | 29 de maig de 2003     |        | independent      |
| 24 | Ludwig Scotty (1948–)        |            | 29 de maig de 2003     | 8 d'agost de 2003      |        | independent      |
| 25 | René Harris (1947–2008)      |            | 8 d'agost de 2003      | 22 de juny de 2004     |        | independent      |
| 26 | Ludwig Scotty (1948–)        |            | 22 de juny de 2004     | 19 de desembre de 2007 |        | independent      |
| 27 | Marcus Stephen (1969–)       |            | 19 de desembre de 2007 | 10 de novembre de 2011 |        | independent      |
| 28 | Freddie Pitcher (1967–)      |            | 10 de novembre de 2011 | 15 de novembre de 2011 |        | independent      |
| 29 | Sprent Dabwido (1972–2019)   |            | 15 de novembre de 2011 | 11 de juny de 2013     |        | independent      |
| 30 | Baron Waqa (1959–)           |            | 11 de juny de 2013     | 24 d'agost de 2019     |        | independent      |
| 31 | David Adeang                 |            | 24 d'agost de 2019     | 28 d'agost de 2019     |        | independent      |
| 32 | Lionel Aingimea              |            | 28 d'agost de 2019     |                        |        | independent      |